# صالح مهدی
صالح مهدی (انگلیسی: Saleh Mahdi؛ زادهٔ ۹ ژوئیهٔ ۱۹۸۱) بازیکن فوتبال اهل کویت بود.
وی همچنین در تیم ملی فوتبال کویت بازی کرده‌است.